# Frank Seurer
Frank Anthony Seurer (Sulphur, 30 luglio 1964) è un ex giocatore di football americano statunitense che ha militato nel ruolo di quarterback nella United States Football League (USFL) National Football League (AFL).

## Carriera
Al college Seurer giocò come quarterback per l'Università del Kansas. Iniziò la carriera professionistica nei Los Angeles Express della USFL dopo di che fu scelto dai Seattle Seahawks nel Draft supplementare del 1984 per i giocatori della USFL e della CFL ma non vi giocò mai. Nel 1987 disputò due partite come titolare per i Kansas City Chiefs durante lo sciopero dei giocatori. L'anno seguente fu il suo ultimo da professionista, chiudendo l'esperienza nella NFL con 9 presenze.